# 葛瑞姆·波爾
葛瑞姆·波爾（英語：Graham Poll，1963年7月29日—）是已經退役的英格蘭足球超級聯賽足球裁判，普遍被認為是國際足球歷史和統計聯合會所維護的裁判名錄中，近二十五年來最偉大的英格蘭籍裁判。他擁有二十六年的執法經驗，公認是英超聯賽中最傑出的裁判，並經常在最高水平的足球賽中執法。波爾的裁判生涯共執法了1,544場國內賽，他的執法告別作是2007年5月28日的英冠季後賽決賽，由德比郡對上西布朗維奇。
波爾曾執法2005年歐洲足協盃決賽，也是兩次世界盃和2000年歐洲國家盃的英格蘭籍裁判代表。
2006年世界盃，波爾負責執法克羅埃西亞對澳洲的分組賽，在給了約瑟普·希穆尼奇第二張黃牌後卻未將希穆尼奇驅逐出場，後來發現後才再補了希穆尼奇一張黃牌，成為足壇史上著名的「三張黃牌」大烏龍。波爾在這個重大的執法失誤發生後不久便宣布從國際賽決賽退役。他後來繼續在英超聯賽、英冠聯賽和國際賽中執法，但表示他不會再接受於任何國際錦標賽決賽中被提名代表英超聯賽，因為他認為自己已經有過機會。

## 執法生涯
波爾在1980年從依斯米安聯賽開始他的足球執法生涯，後於1986年在英格蘭足球聯賽擔任助理裁判。在累積了五年吹判經驗後，波爾晉升為英格蘭足球聯賽的裁判，並隨後在1993年進入英格蘭足球超級聯賽執法。
波爾在1996年被授予國際足總徽章，其後開始執法一些歐洲的賽事，其中最重要的賽事是2005年歐聯決賽，由莫斯科中央陸軍出戰里斯本體育。他也執法過許多國際賽事，包括國際足總和歐洲足聯的頂級賽事，如2000年歐洲國家盃分組賽，法國對捷克和挪威對斯洛維尼亞的比賽。波爾於2007年5月13日執法了生涯最後一場英超賽事，由樸茨茅斯出戰兵工廠，他在比賽中做出了一個備受爭議、但正確的判決，將尼高·卡蘭積卡的進球沒收，改判為越位。
波爾的裁判生涯的最後一場執法賽事原定是2007年6月6日的2008年歐洲足球錦標賽外圍賽。但後來波爾被發現他接受了一場訪談，在其中指責當裁判被球隊經理和教練批評時，聯賽高層沒有為裁判挺身而出。這場比賽後來改由麥克·萊里吹判。2007年8月，波爾出版了他的自傳《見紅》（英語：Seeing Red），逐漸將重心轉移到媒體工作，在BBC體育的足球單元擔任時事評論員，並在《每日郵報》擔任專欄作家。

## 紅黃牌統計
| 英超賽季  | 執法場次 | 黃牌（ ）  | 黃牌（ ） | 紅牌（ ）  | 紅牌（ ） |
| 英超賽季  | 執法場次 | 總數（張） | 張／場    | 總數（張） | 張／場    |
| --------- | -------- | ---------- | --------- | ---------- | --------- |
| 1995/1996 | 21       | 62         | 2.95      | 3          | 0.14      |
| 1997/1998 | 28       | 113        | 4.03      | 12         | 0.42      |
| 1998/1999 | 32       | 119        | 3.71      | 9          | 0.28      |
| 1999/2000 | 40       | 136        | 3.40      | 6          | 0.15      |
| 2000/2001 | 43       | 119        | 2.76      | 11         | 0.25      |
| 2001/2002 | 45       | 120        | 2.66      | 6          | 0.13      |
| 2002/2003 | 40       | 119        | 2.98      | 5          | 0.12      |
| 2003/2004 | 42       | 114        | 2.71      | 4          | 0.09      |
| 2004/2005 | 45       | 124        | 2.75      | 5          | 0.11      |
| 2005/2006 | 49       | 166        | 3.38      | 10         | 0.20      |
| 2006/2007 | 48       | 165        | 3.43      | 8          | 0.16      |

## 外部連結
- 2006年世界盃網站上的個人簡介 （页面存档备份，存于） （英文）